# Mechowia grandiflora
Mechowia es un género de plantas fanerógamas de la familia Amaranthaceae. Su especie tipo: Mechowia grandiflora es originaria de África occidental en Angola y República Democrática del Congo.

## Descripción
Es una hierba perenne con numerosos tallos erectos, delgados anuales de 12 a 30 cm de alto, con rizoma profundo, los tallos estriados con claras líneas en relieve, casi glabros a bien amueblado con pelos multicelulares más bien cortos. Numerosas hojas,  opuestas, o algunas alternas, ampliamente elípticas a muy estrechas de 15-45  ×  4-12 (18) mm, con un borde cartilaginoso pálido, mucronado, glabra a densamente amueblada con pelos multicelulares. La inflorescencia es grande, globosa o hemisférica, de 1.25-1.6 cm de diámetro, el eje poco alargado en la fruta (a 2,25 cm.). Las brácteas ovadas a lanceoladas, ovadas, 2-3 mm. Perianto brillante carmesí. El fruto es una cápsula oblongo-ovoides, de 3 mm de largo, densamente lanuda excepto en la base extrema con pelos blanquecinos, multicelulares. Semillas subreniformes, de color amarillo a rojizo, brillante, de 2,75 mm.

## Hábitat
Se encuentra en suelos arcillosos o arenosos en bosques de Brachystegia, por caminos y en las ladera arboladas rocosas.

## Taxonomía
Mechowia grandiflora fue descrita por  Hans Schinz y publicado en Die Natürlichen Pflanzenfamilien 3(1a): 110. 1893.